# 奥奇传说
《奧奇传说》（简称奥奇）是由广州百田信息科技有限公司开发并运营的一款儿童养成类网页游戏，面向中国7-14岁儿童(后改为16+)。该游戏由Adobe Flash Player驱动，属于点卡道具收费类网络游戏，游戏初期口号为“多精灵，多精彩”。
该游戏于2012年4月27日在中国大陆地区推出，后于2019年7月19日在中国大陆推出面向移动平台的，以HTML5驱动的H5版。该游戏在台湾由台灣淘米代理，于2018年6月15日公测，后于2019年8月31日停运。
在《奥奇传说》里，玩家扮演一位“奧奇”，并在“奥奇世界”这个虚拟游戏世界中参与任务剧情、收集精灵、进行精灵对战、与NPC互动等。该游戏采用多精灵阵型战斗的战斗系统，战斗为自动战斗，玩家不需要进行过多的操作。
2021年，《奥奇传说》在中国大陆的注册用户超过2亿。

## 回响
在臺灣，《奧奇傳說》曾是討論度最高的網頁遊戲，也曾是巴哈姆特網頁遊戲哈拉版人氣冠軍。《奧奇傳說》有防課金系統與防晚睡機制（每日凌晨12點至次日早上6點禁止登入遊戲），使得該遊戲受到不少臺灣家長的喜愛。有臺灣網友提到《奧奇傳說》與《賽爾號》十分類似，因此吸引不少《賽爾號》老玩家回歸。
2013年7月，《奥奇传说》入选中华人民共和国新闻出版总署第八批“中国民族网络游戏出版工程”项目。

## 衍生作品

### 奥奇战记
《奥奇战记》是由广州百田信息科技有限公司开发并发行的一款基于《奥奇传说》的冒险战斗类网页游戏，面向中国7-14岁儿童。该游戏于2013年9月30日内测，后于2013年10月13日公测。
2014年6月27日，《奥奇战记》停止更新。

### AQ少年之使命召唤
《AQ少年之使命召唤》是由百奥家庭互动旗下的广州百田信息科技有限公司与嘉佳卡通卫视联合制作的一部以《奥奇传说》为题材的栏目剧，2016年9月24日在嘉佳卡通卫视开播。该剧讲述了《奥奇传说》里的奥奇世界里五个精灵宠物王来到人类世界后所发生的一系列有趣搞笑，但又充满悬疑的故事。

### 奥奇传说 (手机游戏)
《奥奇传说》（手机游戏）是由百奥家庭互动开发的一款由网页游戏《奥奇传说》衍生的宠物收集及养成手机游戏，该游戏于2021年4月15日在中国大陆推出。
该游戏由网页游戏《奥奇传说》的开发团队开发，并将《奥奇传说》网页版的游戏画面进行3D重塑。
在游戏中，玩家扮演奥奇，并在奥奇大陆里收集、培养精灵，探索奥奇大陆的奥秘。